# Bursinia parvula
Bursinia parvula är en insektsart som beskrevs av Géza Horváth 1910. Bursinia parvula ingår i släktet Bursinia och familjen Dictyopharidae.
Artens utbredningsområde är Spanien. Inga underarter finns listade i Catalogue of Life.